# Списак награда и номинација Очајних домаћица
Америчка Еј-Би-Сијева серија Очајне домаћице забележила је велики успех широм света. О томе говоре и многобројне награде, признања и номинација које су имали како глумци из серије тако и режисери и сценаристи. 

### Награда Бамби
- Међународна ТВ серија (Ева Лонгорија), награда

### Награда Златни глобус
- 2004: Најбоља глумица - мјузикл или хумористичка серија - Марша Крос за улогу Бри Ван де Камп, номинација
- 2004: Најбоља глумица - мјузикл или хумористичка серија - Тери Хачер за улогу Сузан Мајер, награда
- 2004: Најбоља глумица - мјузикл или хумористичка серија - Фелисити Хафман за улогу Линет Скаво, номинација
- 2004: Најбоља серија - Мјузикл или комедија награда
- 2004: Најбоља споредна глумица - серија, минисерија или ТВ филм - Николет Шеридан за улогу Иди Брит, номинација

- 2005: Најбоља глумица - мјузикл или комедија - Марша Крос, номинација
- 2005: Најбоља глумица - мјузикл или комедија - Тери Хачер, номинација
- 2005: Најбоља глумица - мјузикл или комедија - Фелисити Хафман, номинација
- 2005: Најбоља глумица - мјузикл или комедија - Ева Лонгорија Паркер за улогу Габријеле Солис, номинација
- 2005: Најбоља глумица - мјузикл или комедија, награда

- 2006: Најбоља глумица - мјузикл или комедија - Марша Крос, номинација
- 2006: Најбоља глумица - мјузикл или комедија - Фелисити Хафман, номинација
- 2006: Најбоља глумица - мјузикл или комедија, номинација

## Монте Карло ТВ фестивал
- 2007: Најбоља серија, награда

## Национална телевизијска награда
- 2005: Најпопуларнија драма, номинација
- 2006: Најпопуларнија драма, номинација
- 2008: Најпопуларнија драма, номинација

## Награда Народ бира
- 2005: Омиљена нова телевизијска драма, награда
- 2007: Омиљена телевизијска глумица - Ева Лонгорија

## Награда Призма
- 2005: Улога у телевизијској серији - Фелисити Хафман, номинација
- 2005: Улога у телевизијској серији - Марша Крос, номинација